# بوتکند
بوتکند (به لاتین: Butkent) یک منطقهٔ مسکونی در روسیه است که در داغستان واقع شده‌است.